# Antonio de Cabezón

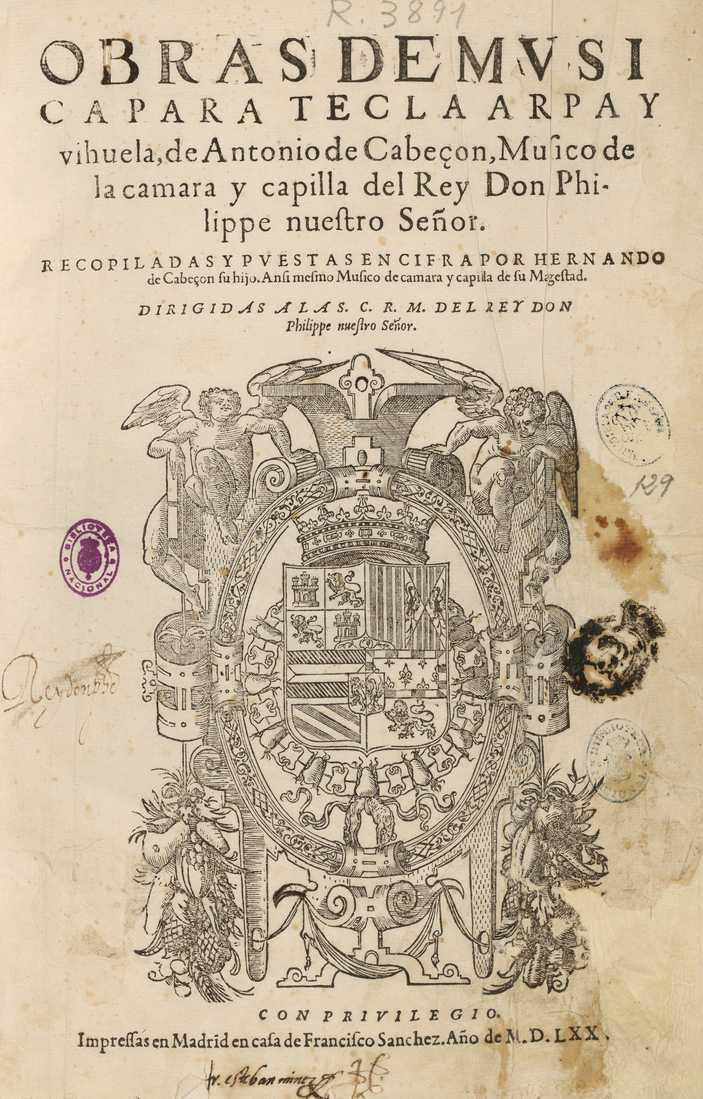
Las obras de música para tecla, arpa y vihuela de Antonio de Cabezón, publicadas en Madrid en 1578, por su hijo Hernando de Cabezón.

Antonio de Cabezón (Castrillo Mota de Judíos, Burgos, 30 de marzo de 1510 -Madrid, 26 de marzo de 1566) fue un organista, arpista y compositor español del Renacimiento.

## Biografía
Quedó ciego de niño, circunstancia adversa que no le impidió realizar una brillante carrera musical. Vivió en Burgos. En Palencia probablemente recibió enseñanzas de García de Baeza, organista de la catedral. En 1526 era organista de la capilla musical de la emperatriz Isabel de Portugal, y en 1538 entró al servicio del emperador Carlos I como organista de su capilla castellana, donde hubo de contactar con los cantores de la capilla flamenca del emperador, y con ellos conocer las obras de Philippe Verdelot, Thomas Crecquillon, Clément Janequin, Clemens non Papa y, sobre todo, Josquin des Prés.
Entre 1548 y 1551 viajó con el aún príncipe Felipe, luego Felipe II, por Milán, Nápoles, Alemania y los Países Bajos. Luego (1554-1555) acompañó al príncipe a Londres para su boda con María Tudor, ocasión a la que se atribuye la influencia del músico español en el estilo de la música de tecla inglesa de finales de su siglo. Considerado uno de los más grandes teclistas y compositores de su tiempo, su obra está escrita preferentemente para su instrumento, el órgano, aunque se interpretaba ya en su época con otros instrumentos e incluso con conjuntos instrumentales (curiosos minestriles). Tanto Luis Venegas de Henestrosa (Libro de Cifra Nueva) como, sobre todo, su hijo Hernando de Cabezón (Obras de música para tecla, arpa y vihuela) llevaron a la imprenta un buen número de sus composiciones, aunque fuesen apenas migajas recogidas de su gran genio como improvisador. Falleció el 26 de marzo de 1566 en Madrid.
No conocemos su retrato, pero fue pintado por Alonso Sánchez Coello por orden de Felipe II; sin embargo, el retrato se perdió en el incendio de 1734 del Real Alcázar de Madrid. En su pueblo natal de Castrillo Mota de Judíos tiene dedicada una placa en la plaza Mayor. La casa donde nació se conserva y se puede visitar. En la localidad de Miranda de Ebro, uno de sus principales parques lleva su nombre. En la ciudad de Santander tiene dedicada una calle.
En Madrid tiene dedicada una calle en el barrio de las Tablas.

## Obra y su publicación
Entre su obra conservada, dedicada originalmente al teclado, podemos distinguir:
- Piezas litúrgicas funcionales, tales como himnos, versos del Kyrie y colecciones de salmos, magnificats y fabordones.
- Tientos, esto es, obras libres en forma de motete instrumental, basadas en la imitación.
- Glosados (disminuciones u ornamentaciones) de obras anteriores, normalmente canciones y motetes de compositores francoflamencos.
- Diferencias, o sea, series de variaciones (discantes) sobre canciones o secuencias armónicas. Entre ellas están algunas de sus obras más conocidas, como las diferencias sobre la canción "La dama le demanda", el "Canto del Caballero", la "Gallarda Milanesa" y "Guárdame las vacas", o la "Pavana con su glosa".

Doce años después de su muerte, su hijo Hernando de Cabezón publicó su obra bajo el título de Obras de música para tecla, arpa y vihuela de Antonio de Cabeçon (1578). Con anterioridad, Luis Venegas de Henestrosa había publicado en Alcalá de Henares el Libro de cifra nueva para tecla, arpa y vihuela (1557), que incluía 40 piezas de Cabezón. En el año 1965 se publicó en Barcelona una nueva edición en tres volúmenes debida a Higinio Anglés que no incluía las glosas, y años más tarde la musicóloga María Asunción Ester Salas publicó otro tomo, que constituye el volumen cuarto de las obras completas de Antonio de Cabezón, con las glosas que faltaban.